# Вільгельм V (герцог Аквітанії)
Вільгельм V Великий (*Guillaume le Grand, 969 , Пуатьє— 31 грудня 1030) — герцог Аквітанський та граф Пуатевінський у 993/995—1030 роках. Своє прізвисько дістав завдяки встановленню військового й політичного миру в Аквітанії.

## Життєпис
Походив з роду Рамнульфідів. Син Вільгельма IV, герцога Аквітанії та графа Пуатьє, і Емми де Блуа. Вперше згадується у 971 році у зв'язку з пожертвою церкві Сен-Жан-д'Анжелі. У 988—993 роках під час конфлікту матері та батька залишав двір у Пуатьє разом з матір'ю.
У 993 році його батько зрікся влади, пішовши до монастиря. Новим володарем став Вільгельм при регентстві матері. Після смерті батька остаточно стає герцогом Аквітанії та графом Пуатевінським.
Разом з тим регентство матері Емми де Блуа тривало до 1004 року. Здобув гарну освіту під орудою Фулберта, єпископа Шартра. В подальшому Вільгельм V допоміг Фулберту заснувати церковну школу в місті Пуатьє. 997 року одружився з удовою графа Перигорського, передавши саме графство Бозону II, графу Ла-Марському. 1000 року були скликані збори знаті та духівництва Пуатьє та Аквітанії, на якому наголошено, що усі суперечки повинні вирішуватися без застосування зброї.
У 1005 році закликав Роберта II, короля Франції, атакувати Бозона, графа Ла-Марського. Лише після тривалої боротьби вдалося підкорити цього васала. У 1006 році північні землі Аквітанії та Пуату зазнали нищівних нападів норманів.
В результаті цих невдач влада герцога була послаблена. Цим скористалися сусіди: Фулько III, граф Анжу приєднав до своїх володінь Лоудун та Мірабо, що раніше перебували в тимчасовому володінні.
Замість активної зовнішньої політики та походів, що було характерно для його попередників, більше приділяв розвитку духовності та культури. Він підтримував заклики Папського престолу щодо встановлення миру між феодалами, а також різними державами. Вільгельм V перетворив Пуатьє на науковий та культурний центр Аквітанії. Сюди збиралися поети, музики, письменники та інші творчі люди. Багато зробив для розбудови та відновлення столиці герцогства. Був релігійно терпимою людиною до християнських єретиків та юдеїв. Водночас сам здійснив декілька прощ до Сантьяго-де-Компостела та Риму.
У 1010-х роках багато допомагав різним абатствам. Заснував абатство Бургей. При цьому на північному заході звів декілька фортець і замків, що захищали кордон. 1012 року зумів встановити зверхність над Одо I, сеньйором Деоля в Беррі. У 1014 році розв'язав тривалий конфлікт, що тягнувся з 1002 року між віконтами Туару та сеньйорами Лузіньянами.
До 1016 року став удівцем. Невдовзі одружився з донькою герцога Гасконі. В цей час у володіння герцога вдерлися нормани, але зазнали поразок біля фортець Талмонд і Роше-сюр-Йон, оборону яких очолив зведений брат Вільгельм Лисий. 1019 року втратив другу дружину, після чого одружився з донькою герцога Бургундії.
Після тривалої боротьби відокремився Вільгельм II, граф Ангулемський, який захопив сеньйорії Конфолан, Рюффек, Шабане. У 1020 році вдалося графа Ангулема визнати зверхність Вільгельма V. Протягом 1020—1022 років зумів встановити контроль над церковними діоцезами Бордон, Пуатьє і Ліможа, але спроба поставити вірного єпископа в Буржі виявилася невдалою.
У 1025 року до двору Вільгельма V прибув Ульрік Манфред, маркграф Туринський, який запропонував герцогу протидіяти Конраду II в отриманні корони Італії. Вільгельм V зацікавився справою, у 1026 році прибув до Італії. Проте його планам завадило вторгнення Конрада II з військом до Ломбардії. Не відчуваючи здатності протидіяти останнього, Вільгельм V повернувся до Аквітанії.
Останні роки герцог провів у мирі. Помер у 1030 році, залишивши володіння старшому сину Вільгельму.

## Родина
1. Дружина — Аделмуда, донька Адальберта I, графа Ла-Марського
Діти:
- Вільгельм VI (1004—1038), герцога Аквітанії у 1030—1038 роках

2. Дружина — Санча, донька Вільгельма II, герцога Гасконі
Діти:
- Одо (1011—1039)
- Адалайс (1005—1036), дружина Жерарда I, графа Арманьяка
- Теобальд (помер. між 1011 та 1023)

3. Дружина — Агнес, донька Отто-Вільгельма, графа Бургундії
Діти:
- Петро Вільгельм (1023—1058), герцог Аквітанії
- Гай Жоффруа (1025—1086), герцог Аквітанії
- Агнес (1024—1077), дружина Генріха III, імператора Священної Римської імперії